# CIS控制
CIS控制（CIS Controls，以前的英文名稱是Center for Internet Security Critical Security Controls for Effective Cyber Defense）是電腦安全裡的最佳实践指南。此計劃是在2008年因應美國國防產業中的大量資料外流而發起的。此指南最早是由系統網路安全協會所發起，後來所有權在2013年轉移到網路安全理事會（Council on Cyber Security），於2015年轉移到網際網路安全中心（CIS）。

## 目的
指南中包括18項（最早是20項）行動，稱為關鍵安全控制（critical security controls，CSC），是組織為了要阻擋攻擊或是減緩攻擊，應該要實施的控制措施, 這些控制措施的設計主要是為了可以用自動化方式實現、強化或是監控。安全控制中的內容是針對網路安全可以執行的建議，其文字是用資訊科技人員容易理解的文字。其共識審計指南中的目的包括
- 利用網路攻擊的資訊來加強網路防禦，重點在高報酬的區域。
- 確保安全上的投資是專注對抗最大的威脅。
- 在施行安全控制上，盡可能的使用自動化工具，避免人員的錯誤
- 用共識過程搜集最佳創意[4]